# Ponts de Sant Pau de Segúries
Els Ponts de Sant Pau de Segúries són els ponts del municipi de Sant Pau de Segúries (Ripollès). Almenys tres d'aquests ponts formen part de manera individual de l'Inventari del Patrimoni Arquitectònic de Catalunya.

## Pont Vell de la Sala
Són les restes de les dues pilastres de l'antic pont, d'un sol arc, a tocar del pont nou. Sobre el Ter. És una obra inventariada.

## Pont de Sant Pau de Segúries
El Pont de Sant Pau de Segúries és un pont del poble del mateix nom. És una obra inventariada.

## Pont de la Sala
És un pont d'un arc, de carretera, a pocs metres de Santa Pau de Segúries, al costat de les restes de l'antic pont i els arcs d'un aqüeducte. Sobre el riu Ter. És una obra inventariada.